# Je chante (chanson)
Je chante est une chanson de Charles Trenet, datant de 1937, composée par Charles Trenet et Paul Misraki.
La chanson sera utilisée pour le film musical du même nom, Je chante, de Christian Stengel (1938).
Dans cette chanson, un pauvre vagabond décrit sa vie, uniquement remplie par le chant. À la fin de la chanson, emprisonné par les gendarmes, il se pend pour retrouver la liberté et revient sous forme de fantôme. Ainsi, malgré des couplets légers et insouciants en apparence, la chanson s'achève sur un suicide.
En 2015, le chanteur Mika a repris la chanson. On retrouve celle-ci dans une réédition de No Place in Heaven, et elle est utilisée par la SNCF dans un spot de publicité.